# المركز الإفريقي للدراسات التكنولوجية
المركز الأفريقي للدراسات التكنولوجية (ACTS) هي منظمة حكومية دولية لا تهدف للربح، تأسست عام 1988 في نيروبي بكينيا من قبل الدكتور/ كايلستيوس جوما زميل الجمعية الملكية في لندن، لتشجيع البحوث الموجهة نحو السياسات في مجال العلوم والتكنولوجيا في التنمية المستدامة من حيث الاقتصاد، والمجتمع، والبيئة. كانت أول منظمة أفريقية غير ربحية تجمع بين أبحاث السياسات والعلوم والتكنولوجيا.